# Alfie Burden
Alfie Burden (Londres, 14 de diciembre de 1976) es un jugador de snooker inglés.

## Biografía
Nació en el barrio londinense de Paddington en 1976. Es jugador profesional de snooker desde 1994, aunque se ha caído del circuito profesional en más de una ocasión. No se ha proclamado campeón de ningún torneo de ranking, y su mayor logro hasta la fecha fue alcanzar los cuartos de final en cuatro ocasiones, a saber: los del Abierto de China de 2016 (cayó 1-5 ante Stephen Maguire), los del Mastes de Europa de 2016 (0-4 contra Mark Selby), los del Abierto de Gibraltar de 2017 (3-4 frente a Nigel Bond) y los del Abierto de Escocia de 2018 (0-5 ante Mark Allen). Sí ha logrado tejer una tacada máxima, que llegó en su partido de primera ronda del Abierto de Inglaterra de 2016 contra Daniel Wells.